# David Bowies diskografi
Detta är en diskografi för den brittiske sångaren, musikern, låtskrivaren och skådespelaren David Bowie. 

## Singlar
- 1967 – Love You Till Tuesday
- 1969 – Space Oddity
- 1969 – Ragazzo Solo, Ragazza Sola
- 1970 – The Prettiest Star
- 1970 – Memory of a Free Festival
- 1971 – Holy Holy
- 1971 – Moonage Daydream
- 1971 – Hang On to Yourself
- 1972 – Changes
- 1972 – Starman
- 1972 – John, I'm Only Dancing
- 1972 – The Jean Genie
- 1973 – Drive-In Saturday
- 1973 – Time
- 1973 – Life on Mars?
- 1973 – Let's Spend the Night Together
- 1973 – Sorrow
- 1974 – Rebel Rebel
- 1974 – Rock 'n' Roll Suicide
- 1974 – Diamond Dogs
- 1974 – Knock on Wood
- 1974 – Rock 'n' Roll with Me
- 1975 – Young Americans
- 1975 – Fame skriven tillsammans med John Lennon och Carlos Alomar.
- 1975 – Golden Years
- 1976 – TVC 15
- 1976 – Suffragette City
- 1976 – Stay
- 1977 – Sound and Vision
- 1980 – Ashes to Ashes, som var en fortsättning på historien i Space Oddity.
- 1980 – Fashion
- 1981 – Under Pressure, i samarbete med gruppen Queen
- 1983 – Let's Dance
- 1983 – China Girl skriven tillsammans med Iggy Pop
- 1985 – Dancing In The Street, i samarbete med Mick Jagger
- 1989 – Blue Jean
- 2013 – Where Are We Now?

## Studioalbum
- 1967 – David Bowie
- 1969 – Space Oddity
- 1970 – The Man Who Sold the World
- 1971 – Hunky Dory
- 1972 – The Rise and Fall of Ziggy Stardust and the Spiders from Mars
- 1973 – Aladdin Sane
- 1973 – Pin Ups
- 1974 – Diamond Dogs
- 1975 – Young Americans
- 1976 – Station to Station
- 1977 – Low (Skivorna Low, "Heroes" och Lodger är kända som Berlin-trilogin).
- 1977 – "Heroes"
- 1978 – Peter and the Wolf (Med Eugene Ormandy & Philadelphia Orchestra)
- 1979 – Lodger
- 1980 – Scary Monsters
- 1982 – David Bowie in Bertolt Brecht's Baal
- 1983 – Let's Dance
- 1984 – Tonight
- 1987 – Never Let Me Down
- 1993 – Black Tie/White Noise
- 1993 – The Buddha of Suburbia
- 1995 – 1.Outside
- 1997 – Earthling
- 1999 – 'hours...'
- 2002 – Heathen
- 2003 – Reality
- 2013 – The Next Day
- 2016 – Blackstar

## Livealbum
- 1974 – David Live
- 1978 – Stage
- 1979 – Rock Concert (Samma album som David Bowie At The Tower Philadelphia men släppt i Nederländerna)
- 1982 – David Bowie At The Tower Philadelphia
- 1983 – Ziggy Stardust - The Motion Picture
- 1994 – Santa Monica '72
- 1995 – Ziggy Stardust and the Spiders from Mars Live
- 1995 – Live 1972
- 1995 – RarestOneBowie
- 1996 – A Portrait In Flesh
- 2000 – BBC Radio Theatre, London, June 27, 2000
- 2007 – Glass Spider
- 2008 – Live Santa Monica '72
- 2009 – Live And Well
- 2009 – VH1 Storytellers
- 2010 – A Reality Tour

## Med gruppen Tin Machine
- 1989 – Tin Machine
- 1991 – Tin Machine II
- 1992 – Tin Machine Live: Oy Vey, Baby

## Samlingsalbum
- 1970 – The World of David Bowie
- 1973 – Images 1966-1967
- 1973 – El Rey Del Gay Power
- 1973 – Coccinelle Varietes
- 1973 – Mille-Pattes Series
- 1974 – The Best Of David Bowie
- 1976 – ChangesOneBowie
- 1977 – Starting Point
- 1979 – Chameleon
- 1979 – The Manish Boys/Davy Jones And The Lower Third
- 1979 – 20 Bowie Classics
- 1979 – Don't Be Fooled By The Name
- 1979 – Profile
- 1980 – The Best of Bowie
- 1981 – ChangesTwoBowie
- 1981 – Another Face
- 1981 – Historia De La Musica Rock
- 1983 – Rare
- 1983 – A Second Face
- 1983 – Golden Years
- 1984 – Love You Till Tuesday
- 1984 – Fame and Fashion
- 1984 – 30 Años De Musica Rock
- 1985 – The Collection
- 1988 – 1966
- 1989 – Starman
- 1989 – Sound + Vision (Box Set)
- 1990 – ChangesBowie
- 1990 – Rock Reflections
- 1990 – Introspective
- 1990 – David Bowie
- 1991 – Early On (1964-1966)
- 1993 – The Singles Collection
- 1993 – All Saints (Instrumentalt dubbelalbum i endast 150 ex)
- 1993 – The Gospel According To David Bowie
- 1993 – Bowie: The Singles 1969-1993
- 1995 – David Bowie BBC Sessions 1969-1972 (Sampler)
- 1996 – London Boy
- 1996 – The Laughing Gnome
- 1997 – When I Live My Dream
- 1998 – The Forgotten Songs of David Robert Jones
- 1997 – The Deram Anthology 1966–1968
- 1997 – The Best of 1969/1974
- 1998 – The Best of 1974/1979
- 1998 – Space Oddity
- 1999 – LiveAndWell.com
- 1999 – I Dig Everything
- 1999 – I Dig Everything (Box Set)
- 2000 – I Dig Everything (10" Vinyl)
- 2000 – Bowie At The Beeb
- 2001 – All Saints (Instrumental)
- 2002 – Best of Bowie
- 2003 – Club Bowie (Brittisk remixsamling)
- 2005 – The Collection
- 2005 – The Platinum Collection
- 2007 – The Best of 1980/1987
- 2007 – Bowie Box Set (10CD)
- 2014 – Nothing has changed (3CD)
- 2015 – Five Years (1969-1973) (12CD)
- 2016 – Who can I be now? (1974-1976) (12CD)
- 2016 – Bowie Legacy (+ Deluxe version med 2CD)

## Filmer i vilka Bowies musik har använts (soundtrackalbum)
- Control
- Just a Gigolo
- Christiane F
- David Bowie in Bertolt Brecht's Baal
- Cat People
- Ziggy Stardust - The Motion Picture
- Love You Till Tuesday
- Falcon and the snowman
- When the Wind Blows
- Labyrinth
- Absolute beginners
- The Crossing
- Pretty Woman
- Cool World
- The Buddha of Suburbia
- Amongst Friends
- Showgirls
- Trainspotting
- Basquiat – den svarte rebellen
- Lost Highway
- The Saint
- Trainspotting 2
- Ice Storm
- Hackers 2
- The Wedding Singer
- Grosse Point Blank
- Whatever
- Stigmata
- Detroit Rock City
- American Psycho
- The Filth and the Fury
- Moulin Rouge!
- Intimacy
- Almoust Famous
- Moonlight Mile
- The Motion Picture
- Underworld
- Klassfesten
- Charlies änglar - Utan hämningar
- Mayor of the Sunset Strip
- Shrek 2
- Stealth
- The Life Aquatic with Steve Zissou
- Life on Mars
- Lords Of Dogtown
- Starship Troopers
- Fucking Åmål
- Mr. Deeds
- Inglourious Basterds
- The Boat That Rocked
- En riddares historia

## Kuriosa
2001 spelade Bowie in ett album med titeln Toy. Albumet blev aldrig släppt på grund av en dispyt med Virgin Records. I mars 2011 läckte dock en kopia av albumet ut på diverse Bittorrent-sajter.